# نبيلة الرمضاني
نبيلة الرمضاني (بالفرنسية: Nabila Ramdani)‏ هي صحفية فرنسية من أصول جزائرية تخصصت في القضايا الأنجلو-فرنسية بما في ذلك تلك الإسلامية والاجتماعية في العالم العربي.

## الحياة والعمل
حصلت الرمضاني على شهادة ماجستير في التاريخ من كلية لندن للاقتصاد، كما نالت شهادة أخرى في التاريخ والأدب من جامعة باريس ديديرو. حصلت على شهادة تميز في اللغة الإنجليزية وتقلدت مناصب عدة في جامعة أكسفورد وبالتحديد في كلية أوريل كما شغلت منصبا آخر في جامعة ميشيغان وعملت كمدرسة مساعدة في جامعة باريس ديديرو.
في كانون الأول/ديسمبر 2000 وبينما كانت الرمضاني «مجرد» طالبة في جامعة باريس؛ أسّست لجنة تهدف إلى  الفصل بين الجنسين في وسائل النقل العامه كما اهتمت هذه اللجنة بقضايا السلامة وخاصة العنف ضد المرأة ومحاولة حلها.
بدأت الرمضاني حياتها المهنية في الصحافة حيث غطت الانتخابات الرئاسية الفرنسية 2007 لصالح عدد من الصحف في المملكة المتحدة كما عملت كمحللة لدى بي بي سي ناهيك عن كتابتها لعشرات المقالات في جريدة الغارديان، نيوستيتسمان،ذي إندبندنت وذا أوبزرفر.
كتبت أيضا مجموعة من الأخبار والتقارير في صحيفة الديلي تلغراف، صنداي تلغراف، ديلي ميل، ديلي إكسبريس وصنداي تايمز. ظهرت الرمضاني أيضا في مجموعة من قنوات وصحف الشرق الأوسط بما في ذلك ذا ناشيونال، أخبار الخليج، أخبار يومية مصر، كما ساهمت بعشرات المقالات باللغة الفرنسية في جرائد عدة من بينها لو باريزيان، ماريان، ليكسبريس ولو فيجارو.
ظهرت الرمضاني في عدة قنوات عربية وغربية كمحللة أو كاتبة رأي أو حتى للتعليق على حدث ما؛ حيث ظهرت بانتظام في بي بي سي، بي بي سي عربي، الجزيرة، سكاي نيوز، القناة الرابعة البريطانية، آي تي في، سي إن إن، بي بي إس، سي بي إس، روسيا اليوم بالإضافة إلى باقي قنوات الإعلام ومحطات الإذاعة. عملت في التلفزيون الفرنسي وفي عدد من المحطات الإذاعية في باريس مثل فرنسا 2، فرنسا 3 وفرنسا 5 ثم كانال بلس. عملت مع جامعة الدول العربية، المنظمة الإسلامية للتربية والعلوم والثقافة، صندوق مارشال الألماني، معهد المجتمع المفتوح، معهد الحوار الاستراتيجي، وهي مستشارة في المجلس الثقافي البريطاني حيث تقدم المشورة بشأن مشاريع مثل أوروبا المشتركة كما تشغل منصب عضو مجلس إدارة شركة فرنسية-بريطانية.

## الجوائز
- 2010: الفائزة بأول جائزة أوروبية EMWI لأكثر امرأة مسلمة تأثيرا في العالم عام 2010.[16]
- جائزة منتدى المفكرين للتميز في الابتكار عام 2012 في عمان بالأردن تحت رعاية الملكة رانيا العبد الله
- جائزة القائد العالمي الشاب عام 2012 من قِبل المنتدى الاقتصادي العالمي.[17]